# Anozmija
Anozmija je odsutnost osjeta mirisa, odnosno gubitak njuha. Može biti privremena ili trajna. Povezani pojam hiposmija, odnosi se na smanjenu sposobnost njuha, dok je hiperosmija pojačano osjetilo njuha. Neki ljudi mogu biti neosjetljivi na neki određeni miris. To se zove specifična anosmija i može biti određena naslijeđem (genima).
Dok se određuje kao nedostatak (nesposobnost), u medicini se anosmija često gleda kao trivijalan problem. To nije uvijek slučaj, esthesioneuroblastom je rijedak slučaj kancerogenog tumora koji potiče u ili u blizini njušnog živca.